# Alexandre Delettre
Alexandre Delettre (Gonesse, 25 de outubro de 1997) é um ciclista profissional francês membro da equipa Cofidis de categoria UCI WorldTeam.

## Biografia
Em 2017 obteve sua primeira vitória na categoria amador. Ao ano seguinte, ganhou três vezes. Depois decidiu unir-se a VC Villefranche Beaujolais (DN1) em 2019, para ter um calendário de corridas mais extenso. Bom rematador, contribuiu à vitória final de seu clube na Copa da França DN1 com uma vitória no Grand Prix de Cherves e dois pódios. Também ocupa o sétimo lugar no campeonato da França sub-23, baixo as cores de seu comité regional. Desde agosto, foi um dos três ciclistas selecionados pela Delko Marseille Provence para unir à equipa como stagiaire. Desde a sua primeira corrida, distinguiu-se no camisola sul com um quarto posto em Polynormande , rodada da Copa da França profissional.
Alexandre finalmente converte-se em ciclista profissional a partir de 2021 com a equipa DELKO. Para seu primeiro dia de corrida no pelotão profissional, escapou-se na primeira etapa do Étoile de Bessèges. Ao dia seguinte, voltou a escapar-se para defender sua camisola de melhor escalador.

## Palmarés
- Ainda não tem conseguido vitórias como profissional.

## Resultados em Grandes Voltas
| Corrida | Corrida         | 2021 | 2022 | 2023 |
| ------- | --------------- | ---- | ---- | ---- |
|         | Giro d'Italia   | —    | —    | 89.º |
|         | Tour de France  | —    | —    | —    |
|         | Volta a Espanha | —    | —    | —    |

—: Não participa

Ab.: Abandona

## Equipas
- Delko Marseille Provence (stagiaire) (08.2019-12.2019)
- DELKO (2021)
- Cofidis (2022-)